# Gnathocera angolensis
Gnathocera angolensis är en skalbaggsart som beskrevs av John Obadiah Westwood 1854. Gnathocera angolensis ingår i släktet Gnathocera och familjen Cetoniidae. Utöver nominatformen finns också underarten G. a. jokoensis.